# 209791 Tokaj
209791 Tokaj este un asteroid din centura principală de asteroizi.

## Descriere
209791 Tokaj este un asteroid din centura principală de asteroizi. A fost descoperit pe 1 aprilie 2005 la Piszkesteto de Krisztián Sárneczky. Asteroidul prezintă o orbită caracterizată de o semiaxă mare de 2,69 ua, o excentricitate de 0,09 și o înclinație de 4,3° în raport cu ecliptica.